# Kilocandela
| Grotere en kleinere eenheden | Grotere en kleinere eenheden | Grotere en kleinere eenheden |
| factor                       | naam                         | symbool                      |
| ---------------------------- | ---------------------------- | ---------------------------- |
| 10−3                         | millicandela                 | mcd                          |
| 1                            | candela                      | cd                           |
| 103                          | kilocandela                  | kcd                          |

De kilocandela is een tot het SI behorende afgeleide eenheid. De eenheid heeft het symbool kcd. Een kilocandela is gelijk aan 103 cd, ofwel 1000 candela.
De kilocandela heeft als eenheid slechts beperkt praktische waarde en wordt in de praktijk niet of nauwelijks gebruikt.